# 東平尾
東平尾（ひがしひらお）は福岡県福岡市博多区の地名。大字東平尾と東平尾1丁目 - 3丁目（住居表示実施済）がある。2017年(平成29年)現在の人口1,939人。郵便番号は812-0853。

## 地理
博多区の東端付近に位置する。北側は博多区青木に、西側は雀居に、南側は月隈・下月隈に、東側は東平尾公園に接する。
空港の東側に隣接して、県道45号（県道574号が重複）が通る。

## 歴史
1889年（明治22年）の町村制施行以前は平尾村だったが、町村制施行後は席田郡席田村大字平尾となった。1933年（昭和8年）4月1日に席田村は福岡市に編入し、平尾（現在の中央区にある）と区別するため東平尾と改称した。1972年（昭和47年）4月1日に福岡市は政令指定都市となり、博多区の一部となった。

### 町域の変遷
| 住居表示実施後               | 実施年月日           | 住居表示実施前       |
| ---------------------------- | -------------------- | -------------------- |
| 東平尾一丁目から東平尾三丁目 | 年不詳（1990年代頃） | 大字東平尾の一部など |

## 施設
- 席田中学校

## 交通

### 道路
- 福岡県道45号福岡空港線
- 福岡県道574号水城下臼井線
- ユニバ通り

### バス
西鉄バスが運行しており、以下の停留所がある。
- 県道45号：東平尾・席田会館前・席田
- ユニバ通り：東平尾公園入口